# Hector Hajjar

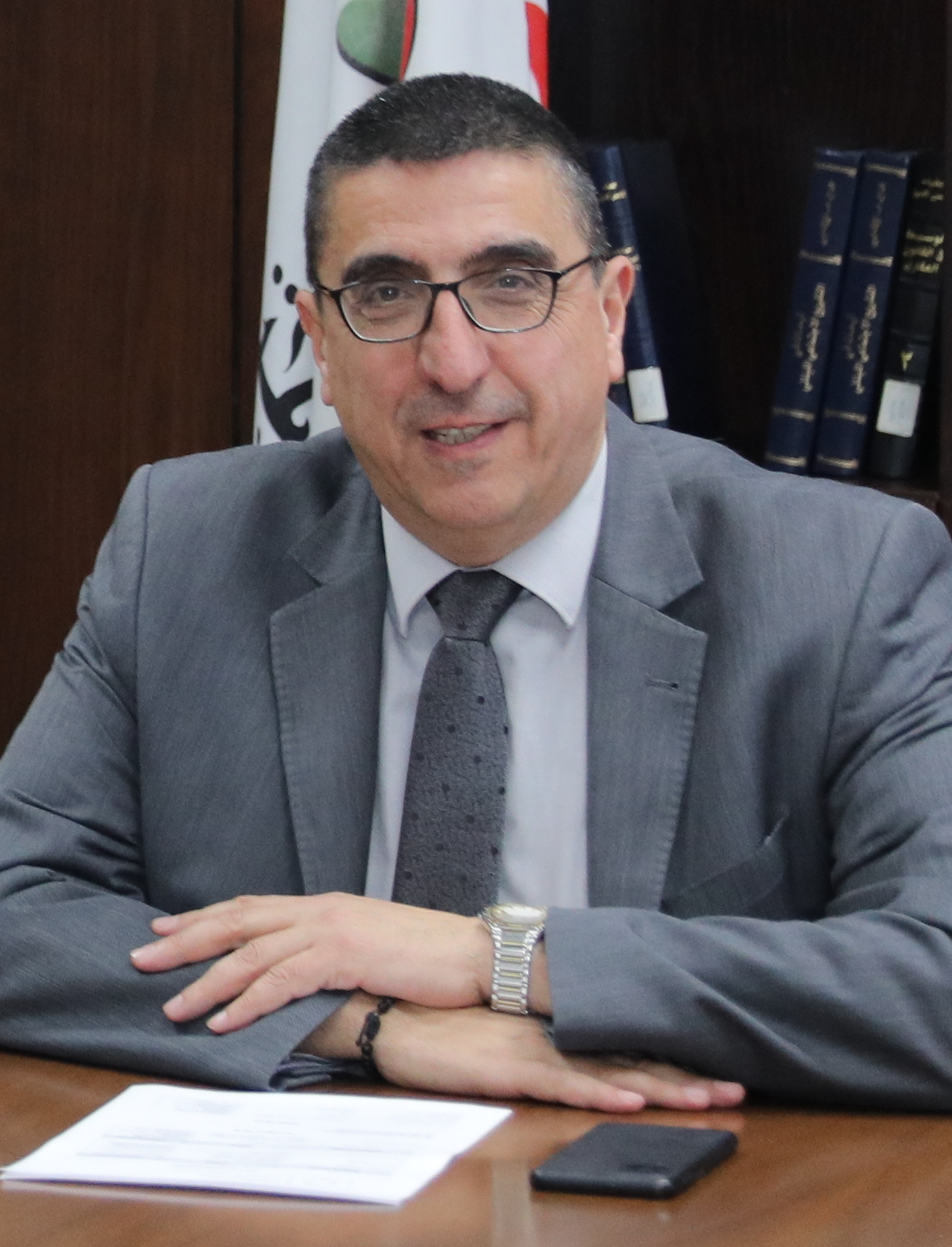
Hector Hajjar

Hector Hajjar (* 1965) ist ein libanesischer Arzt und Sozialaktivist. Seit September 2021 ist er Sozialminister in der Regierung Nadschib Miqati.
Hector Hajjar studierte Zahnmedizin an der Libanesischen Universität und erwarb eine Lizenz in sozialem Aktivismus an der Université Saint-Joseph. Er war bis zu seiner Berufung zum Minister im Hauptberuf als Zahnarzt tätig und hat mehrere Organisationen gegründet, um benachteiligten Gemeinschaften und Menschen mit besonderen Bedürfnissen zu helfen. Hajjar gehört der katholischen Bevölkerungsgruppe an.
Er ist Präsident und General Manager der NGO Message de Paix, die 1997 gegründet wurde, um Erwachsenen mit geistigen Behinderungen durch spezielle Programme zu helfen. Hajjar hat auch mit der Caritas und mit Risala Assalam zusammengearbeitet und die NGOs Christian Entrepreneurs and Business Leaders, die Community of the Missionary Brothers und den Verein Prävention, Begleitung und Entwicklung (P.A.D.) gegründet.
Laut einigen lokalen Nachrichten ist Hector Hajjar Mitglied der Freien Patriotischen Bewegung, die von Gebran Bassil angeführt wird. Hajjar hat dies jedoch dementiert und erklärt, dass er kein politisches Engagement habe.